# Megachile mystaceana
Megachile mystaceana är en biart som först beskrevs av Michener 1962.  Megachile mystaceana ingår i släktet tapetserarbin, och familjen buksamlarbin. Inga underarter finns listade i Catalogue of Life.